# Сурутуса, Давид
Давид Сурутуса (исп. David Zurutuza; 19 июля 1986, Рошфор, Франция) — испанский футболист баскского происхождения, полузащитник.

## Биография
Давид Сурутуса родился 19 июля 1986 года во французском городе Рошфор. Его отец был родом из Аспейтиа, мать из Франции. После рождения Давида семья переехала из Рошфора в Страну Басков. Детство Сурутусы прошло в городе Дева. Здесь впервые Давид начал заниматься футболом. В 6 лет Давид вместе с родителями переезжает во французский город — Андай.
Сурутуса начал заниматься футболом в 1994 году, в спортивном клубе «Декатлон Ондарроа». После этого Давид перешёл в молодёжную академию «Реал Сосьедада». Здесь он тренировался под руководством бывшего легендарного вратаря клуба Луиса Арконады. 27 августа 2005 года в возрасте 19 лет Давид дебютировал за вторую команду «бело-синих» в матче третьего испанского дивизиона против второй команды «Вальядолида» (0:0). В своём дебютном сезоне Сурутуса сыграл 29 матчей, причём во всех выходил в стартовом составе и отыграл без замен. Помимо этого Давид отыграл два стыковых матча против «Лас-Пальмаса» за право выхода во второй дивизион. Однако по сумме двух матчей баски уступили — проиграв 0:1 на выезде, дома одержали победу 2:1, но по правилам гостевых голов, победу одержал соперник.
В начале сезона 2006/07, 10 сентября 2007 года в рамках 3-го тура Сурутуса забил свой первый гол за «бело-синих» в ворота «Альфаро» (1:1). В том сезоне Давид отыграл 30 матчей и ещё четыре раза поразил ворота соперников, в матчах против: «Сестао Ривер» (2:0), «Амуррио» (3:0), «Универсидад» (4:1) и второй команды «Вальядолида» (2:1).
Перед началом сезона 2007/08 Давид Сурутуса был отдан в аренду клубу «Эйбар», выступавшему в Сегунде. За новую команду Сурутуса дебютировал 8 сентября 2007 года в гостевом матче против «Сельты» (1:0). Выйдя на замену на 72-й минуте, Давид на 81-й минуте забил единственный мяч и принёс победу своей команде. В том сезоне Сурутуса забил ещё один мяч в ворота «Нумансии» (1:1), отыграв 24 матча в Сегунде. После окончания срока аренды, Сурутуса вернулся в «Реал Сосьедад».
Вернувшись из аренды, Сурутуса продолжал выступления за вторую команду «бело-синих» в третьем дивизионе. 23 ноября 2008 года Давид дебютировал за основную команду «Реал Сосьедад» в рамках Сегунды. В матче против «Уэски» (1:0) Сурутуса вышел на замену на 81-й минуте вместо Неджати Атеша. Однако в том сезоне в составе основной команды Давид не выходил, отыграв 22 игры за «Реал Сосьедад Б».
В сезоне 2009/10 Давид Сурутуса стал игроком основной команды «бело-синих». 4 октября 2009 Сурутуса забил мяч в ворота «Нумансии» (3:1), второй раз в карьере огорчив «красных» в рамках Сегунды. 29 ноября во встрече 14-го тура Сурутуса вышел на замену на 62-й минуте вместо Микеля Аранбуру и спустя две минуты сравнял счёт в драматичном матче против «Райо Вальекано» (3:3). Сурутуса также смог отличиться в матче со второй командой «Вильярреала» (1:1). В матче против «Леванте» (3:1), Давид сменил на поле Антуана Гризманна и на 90-й минуте закрепил победу своей команды. Первый сезон выступлений Сурутусы за основную команду «бело-синих» выдался удачным, поскольку команда заняла 1-е место по итогам сезона в Сегунде и получила право играть в Примере, а Давид сыграл в 28-ми матчах чемпионата.
29 августа 2010 года Сурутуса дебютировал в Ла Лиге в домашней встрече против «Вильярреала» (1:0). В матче 13-го тура против «Спортинга» (3:1), Сурутуса забил первый мяч в элитном испанском дивизионе. В 26-м туре в матче против «Леванте» (1:1) ему также удалось поразить ворота соперника. В дебютном сезоне в Примере, Давид был одним из ключевых игроков команды отыграв 36 матчей, а его команда заняла 15-е место.
Следующий сезон Сурутуса начал также как игрок основного состава. 29 января 2011 года в домашней игре 21-го тура против хихонского «Спортинга» (5:1), на 2-й и 3-й минутах матча Давид забил в ворота соперника. Однако уже на 7-й минуте он был вынужден покинуть поле из-за травмы, его место занял Маркель Бергара. Из-за полученной травмы Давид пропустил три матча. После выздоровления Сурутуса вновь занял место в основном составе и в матче 31-го тура принял участие в разгроме «Райо Вальекано» (4:0), забив один мяч. В том сезоне Давид провёл 33 матча в чемпионате, забив 2 мяча, а также 4 игры в Кубке Испании.

## Статистика выступлений

### Клубная статистика
| Выступление      | Выступление      | Выступление      | Лига | Лига | Кубок страны | Кубок страны | Еврокубки | Еврокубки | Прочие | Прочие | Итого | Итого |
| Клуб             | Лига             | Сезон            | Игры | Голы | Игры         | Голы         | Игры      | Голы      | Игры   | Голы   | Игры  | Голы  |
| ---------------- | ---------------- | ---------------- | ---- | ---- | ------------ | ------------ | --------- | --------- | ------ | ------ | ----- | ----- |
| Реал Сосьедад B  | Сегунда B        | 2005/06          | 29   | 0    | —            | —            | —         | —         | 2      | 0      | 31    | 0     |
| Реал Сосьедад B  | Сегунда B        | 2006/07          | 30   | 5    | —            | —            | —         | —         | —      | —      | 30    | 5     |
| Реал Сосьедад B  | Сегунда B        | 2008/09          | 22   | 0    | —            | —            | —         | —         | —      | —      | 22    | 0     |
| Реал Сосьедад B  | Итого            | Итого            | 81   | 5    | 0            | 0            | 0         | 0         | 2      | 0      | 83    | 5     |
| Эйбар            | Сегунда          | 2007/08          | 24   | 2    | 1            | 0            | —         | —         | —      | —      | 25    | 2     |
| Эйбар            | Итого            | Итого            | 24   | 2    | 1            | 0            | 0         | 0         | 0      | 0      | 25    | 2     |
| Реал Сосьедад    | Сегунда          | 2008/09          | 1    | 0    | 0            | 0            | —         | —         | —      | —      | 1     | 0     |
| Реал Сосьедад    | Сегунда          | 2009/10          | 28   | 4    | 0            | 0            | —         | —         | —      | —      | 28    | 4     |
| Реал Сосьедад    | Примера          | 2010/11          | 36   | 2    | 0            | 0            | —         | —         | —      | —      | 36    | 2     |
| Реал Сосьедад    | Примера          | 2011/12          | 33   | 3    | 4            | 0            | —         | —         | —      | —      | 37    | 3     |
| Реал Сосьедад    | Примера          | 2012/13          | 21   | 2    | 1            | 0            | —         | —         | —      | —      | 22    | 2     |
| Реал Сосьедад    | Примера          | 2013/14          | 28   | 1    | 4            | 0            | 5         | 0         | —      | —      | 37    | 1     |
| Реал Сосьедад    | Примера          | 2014/15          | 16   | 2    | 2            | 0            | 4         | 1         | —      | —      | 22    | 3     |
| Реал Сосьедад    | Примера          | 2015/16          | 16   | 1    | 0            | 0            | —         | —         | —      | —      | 16    | 1     |
| Реал Сосьедад    | Примера          | 2016/17          | 31   | 3    | 6            | 0            | —         | —         | —      | —      | 37    | 3     |
| Реал Сосьедад    | Примера          | 2017/18          | 31   | 0    | 1            | 0            | 5         | 1         | —      | —      | 37    | 1     |
| Реал Сосьедад    | Итого            | Итого            | 241  | 18   | 18           | 0            | 14        | 2         | 0      | 0      | 273   | 20    |
| Всего за карьеру | Всего за карьеру | Всего за карьеру | 346  | 25   | 19           | 0            | 14        | 2         | 2      | 0      | 381   | 27    |